# Пащенко, Александр Кириллович
Александр Кириллович Пащенко (род. 3 июня 1945, Чкалов) — советский и российский певец, актёр и режиссёр, артист Оренбургского театра музыкальной комедии, народный артист Российской Федерации (2002).

## Биография
Родился 3 июня 1945 года в Оренбурге, РСФСР, СССР.
После окончания школы попытался поступить в Военно-медицинскую академию имени С. М. Кирова, однако, не смог пройти конкурсный отбор. В 1963 году вернулся в Оренбург, где стал работать в Оренбургском театре музыкальной комедии монтировщиком декораций, после чего смог пройти актёрский отбор. Одной из первых его ролей стала роль пастуха Андрейки в оперетте «Свадьба в Малиновке».
С 1969 года стал исполнять на сцене сольные партии, приняв участие в более чем 150 постановках, осуществив многие из них в качестве режиссёра. В общей сложности на сцене Оренбургского театра музыкальной комедии исполнил около 700 ролей. В 1980 году удостоился звания «заслуженный артист РСФСР», а в апреле 2002 года ему было присвоено звание «народного артиста Российской Федерации».

## Награды
- Народный артист Российской Федерации (3 апреля 2002) — за большие заслуги в области искусства[3]
- Заслуженный артист РСФСР (17 июня 1980)